# 埃爾西魯埃洛
埃爾西魯埃洛（西班牙語：El Ciruelo），是巴拿馬的城鎮，位於該國中南部，由埃雷拉省的佩塞區負責管轄，面積45.7平方公里，海拔高度97米，2010年人口823，人口密度每平方公里18人。